# Zelim Bakaev
Zelimkhan Khoussainovich Bakaev, noto come Zelim Bakaev (in russo Зелимхан Хусаинович Бакаев?; Groznyj, 23 aprile 1992 – 2017), è stato un cantante russo di origine ceceno, scomparso l'8 agosto 2017, durante la persecuzione degli omosessuali perpetrate dalle autorità governative in Cecenia.

## Biografia
Nacque a Groznyj, capitale della Cecenia.
Appassionato di musica pop, debuttò nel mondo musicale, esibendosi principalmente in Cecenia, Daghestan, Inguscezia e a Mosca.
Nel 2013 partecipò al concorso musicale ceceno-ingusceo "Assa" nella categoria "Scoperta dell'anno".
La sua canzone Мичахь хьо лела безам riscontrò un ampio successo del pubblico. Nel 2015 divenne l'artista più cercato su Guvera, un servizio di streaming musicale gratuito diffuso in Cecenia.
Nel 2017 entrò a far parte del cast dello programma televisivo New Star Factory sul canale Muz-TV di Mosca.

### Scomparsa
L'8 agosto 2017, dopo essere tornato a Grozny per il matrimonio di sua sorella, venne arrestato da uomini in abiti militari del gruppo di intervento rapido armato "Terek", a sole tre ore dal suo arrivo. Secondo la testimonianza di due suoi amici. raccolta dal canale televisivo Dozhd TV, venne arrestato con l'accusa di omosessualità. Gli amici del cantante riferirono anche che gli fu proibito di cantare in Cecenia. Il suo cellulare venne disattivato lo stesso giorno. All'epoca la Cecenia fu per diversi mesi teatro di un'intensa persecuzione delle persone LGBT, fomentata dal presidente ceceno Ramzan Kadyrov, che il quel periodo affermò: "Non si possono detenere e perseguire persone che semplicemente non esistono nella Repubblica Cecena. Se ci fosse gente simile in Cecenia le forze dell'ordine non avrebbero bisogno di avere a che fare con loro, perché i loro parenti li manderebbero in un luogo da cui non c'è più ritorno."
Pochi giorni dopo, la madre Malika Bakaeva ricevette un messaggio WhatsApp in cui veniva detto che suo figlio era andato all'estero. La madre del cantante quindi chiese aiuto al Consiglio ceceno per i diritti umani e al Ministero dell'interno ceceno. Il 18 agosto il ministro ceceno delle politiche nazionali, delle relazioni esterne, della stampa e dell'informazione, Djamboulat Oumarov, negò davanti alla stampa che le autorità cecene lo avessero arrestato. Una fonte del ministero dell'Interno dichiarò di non ritenere necessario indagare sulla sua scomparsa perché il cantante era "un adulto e maggiorenne".
Il 24 settembre, un video trasmesso dal canale televisivo Grozny mostrò Zelim Bakaev che dichiarava di essere in Germania. Ma il video non riportava elementi utili a dimostrare il luogo di registrazione. Gli spettatori notarono che il comportamento del cantante appariva come forzato e che i mobili presenti nelle scene erano russi e che sullo sfondo era visibile una bevanda non venduta in Germania. Inoltre, interrogata dalle associazioni a difesa dei diritti umani, la Commissione europea chiarì che Zelim Bakaev non era mai entrato nel territorio dell'Unione europea.
A ottobre, la stampa internazionale rese noto di avere appreso che Zelim Bakaev era stato torturato e ucciso da membri dei servizi di sicurezza ceceni nell'ambito della purga anti-gay perpetrata dal governo ceceno.

## Discografia
- 2013 : Не хватает тебя (con Elbika Jamaldinova)
- 2016 : Нана
- 2016 : Без тебя (con Elbika Jamaldinova)